# Koufax (Band)
Koufax war eine Indie-Pop-Rock-Band aus dem mittleren Westen Amerikas. Koufax gingen ursprünglich aus der Indie-Punkrockszene hervor. Musikalisch entwickelten Koufax jedoch einen durchaus eigenständigen und vielschichtigen musikalischen Stil, der vor allem durch klavier-getriebene Rocksongs mit kraftvoller Gitarrenbegleitung geprägt ist. Nicht selten wurden auch Synthesizer integriert. Später kam auch verstärkt der Einsatz von Blasinstrumenten hinzu. Neben ihrer musikalischen Einzigartigkeit nahmen Koufax auch politische eine, für amerikanische Verhältnisse, auffallend offene und mitteilsame Haltung ein. Was für Bands aus Amerika eher ungewöhnlich ist. Auffällig bei Koufax ist auch, dass sich nicht selten unter den jeweils aktiven Bandmitgliedern mehrere Multiinstrumentalisten befinden.

## Name
Der Name der Band geht auf die Baseball-Legende Sandy Koufax zurück, einem US-amerikanischen Baseball-Pitcher, der in den Sechziger Jahren bei den Los Angeles Dodgers erfolgreich war.

## Geschichte
Gegründet wurden Koufax im Jahr 1998 (Einig Quellen geben auch 1999 aus Gründungsjahr an). Die Mitglieder stammten hauptsächlich aus Toledo, Ohio.
Sänger Robert Suchan spielte vormals bei einer 1990er Emo-Band namens Joshua.
Koufax bestanden anfangs neben Robert Suchan (Gitarre/Gesang) aus Sean Grogan (Keyboard), Andrew Cameron (Bass) und Dave Shettler (Schlagzeug). Die selbst betitelte Debüt-EP wurde 1999 auf dem Independent-Label Doghouse Records veröffentlicht. Es ist die einzige Veröffentlichung, bei der Koufax noch annähernd so klingen, wie man es von einer Indie-Rockband jener Zeit erwarten würde. Damit machten sie jedoch u. a. die befreundete Band The Get Up Kids auf sich aufmerksam, die ihnen anschließend bei ihrem Label, der Vagrant-Records-Tochter Heroes & Villains, einen Vertrag vermittelten.

### It Had to Do with Love(2000)
Die Band fokussierte sich jetzt stark auf den Einsatz von Klavier und Synthesizer. Anlässlich der Aufnahmen zum Debüt-Album It Had to Do with Love und der anschließenden Tournee stieß Jared Rosenberg als zweiter Keyboarder hinzu. Mit Rosenberg änderte sich das Klangbild von Koufax nachhaltig. Durch sein rhythmisches und melodisches Spiel wirken die Stücke merklich dynamischer und schwungvoller, was sich bei den nächsten zwei darauffolgenden Werken fortsetzen sollte.

### Social Life(2002)
Für das Zweitalbum erfolgte ein Besetzungswechsel. Anstelle von Sean Grogan und Andrew Cameron stieß Benjamin Force als Bassist zur Band, der jedoch auch mit der Gitarre umzugehen wusste. Von Mai bis Juni 2002 wurde in nur vier Wochen das Album Social Life eingespielt, welches das Führen eines sozialen Lebens mit Drogen im Umfeld thematisiert. Social Life fiel deutlich rockiger aus als sein Vorgänger und kann wohl auch als Koufax’ beliebtestes Werk angesehen werden. Das Album erschien im Oktober 2002 wiederum bei Vagrant und Koufax betourten es gemeinsam mit den Get Up Kids.
Im August 2003 traten Koufax auf dem Haldern Pop Festival auf. Da Koufax trotz hochwertig eingespielter Alben und zahlreicher Konzerte mit ihrem Bekanntheitsgrad zu kämpfen hatten, nannten sie sich fortan auf ihrer Myspace-Seite selbstironisch: „Die beste Band die Sie noch nie gehört haben“.

### Hard Times Are in Fashion(2005)
Im Herbst 2004 zog Suchan von Ohio nach Lawrence, Kansas und fand in den Brüdern Ryan und Rob Pope von den Get Up Kids eine neue Besetzung für die Bass- und Schlagzeug-Sektion.
2005 veröffentlichten Koufax ihr drittes Album Hard Times Are in Fashion auf dem deutschen Label Motor Music.
Robert Suchan thematisiert auf diesem Album die ansteckende Apathie, die sich landesweit breitmache. Dieses Desinteresse erlebte Suchan am eigenen Leib, als er als Aushilfslehrer Jugendliche an amerikanischen Schulen unterrichtete. Die Studioarbeit erfolgte in sechs verschiedenen US-amerikanischen Tonstudios.
2005 traten Koufax auf dem Rocco-del-Schlacko-Festival in Püttingen im Saarland auf. Im selben Jahr traten Koufax im Rockpalast im Fritz-Club des Postbahnhofes in Berlin auf. Die Sendung wurde am 14. September 2005 vom WDR ausgestrahlt.

### Strugglers(2008)
Für das nächste Album stellte Suchan ein vollständig neues, aus Lawrence, KS stammendes Ensemble zusammen: John Anderson (Schlagzeug), Nathan Harold (Bass), Dustin Kinsey (Synthesizer, Gitarren, Mandolinen) und Ryan Lallier (Gitarre).
Das vierte Album Strugglers wurde am 23. September 2008 wieder über Doghouse veröffentlicht. Es enthält im Gegensatz zu seinen Vorgängern deutlich mehr Jazz-Elemente und ist erheblich sperriger als seine verspielten Vorgänger. Nachdem Koufax sich aus ihrer musikalischen Aktivität zurückgezogen hatten, wechselten Nate Harold (2010) und Dustin Kinsey (2011) wiederum zu den Get Up Kids als Tourmitglieder.
Koufax stellen viele Fragen in ihren Liedern, doch Antworten erwarten sie nicht. Die soll sich jeder Hörer selbst erschließen.
Robert Suchan betonte in Interviews mehrfach, dass er nicht sein Leben lang Musik machen oder damit reich werden wolle.

„Ich bin nicht dumm genug um zu glauben, dass ich damit reich werde.“

„Es ist ein Hobby für mich, und wenn du dich der Musik verschreibst um Geld zu machen, dann bist du ein Narr.“

## Einflüsse
Neben dem verschmelzen von musikalischen Elementen aus dem 1970er-Jahre Rock, dem 1980er New Wave und dem 1990er Emo-Pop werden Koufax immer wieder mit Künstlern wie Joe Jackson, Elvis Costello oder The Cure verglichen, was die Band nicht zurückwies.
Tatsächlich spielten Koufax auf mehreren Konzerten beispielsweise das Joe-Jackson-Stück Steppin’ Out. Welches auch als Coverversion auf der Japanischen Version von It Had to Do with Love zu finden ist. Auf der 2005 erschienenen Why Bother At All -EP ist das Jackson-Stück Look Sharp als B-Seite enthalten. Von The Cure beispielsweise wurde der Lovesong live gecovert. Außerdem werden Künstler wie Ric Ocasek, Eddie Money, Bruce Springsteen, Morrissey, Supertramp, the Cars oder The Smiths als mögliche Einflüsse genannt.
Koufax hingegen beeinflussten anscheinend einige Bands die ebenfalls zu jener Zeit bei Vagrant unter Vertrag standen. Auf die Frage, ob man sich Gedanken mache, dass andere Bands einem das Zeug stehlen entgegnete Suchan in einem Interview „Meiner Meinung ist es das beste Kompliment“.

## Diskografie

### Alben
- 2000: It Had to Do with Love (5. September, Vagrant Records)
- 2002: Social Life (22. Oktober, Heroes & Villains/Vagrant Records)
- 2005: Hard Times Are in Fashion (9. August, Motor Music/Doghouse)
- 2008: Strugglers (23. September, Doghouse)

### Singles und EPs
- 1999: Koufax EP (26. Oktober, Doghouse)
- 2003: Let Us Know (nur als Promo)[18]
- 2003: Break It Up (nur als Promo)[19]
- 2005: Why Bother At All? (2. Mai, Motor Music/Rubyworks/Little Teddy Recordings)
- 2006: Isabelle (Rubyworks)
- 2008: Any Moment Now

### Sonstige Veröffentlichungen
- 2000: Reggie and the Full Effect / Koufax: Everyone Is Crazy / Minor Chords (Heroes & Villains/Vagrant Records) [Vinyl, 7" Single][20]
- 2007: Daytrotter Studio Sessions (Rock Island, IL) [EP, Download][21]
- 2009: Daytrotter Studio Sessions (Rock Island, IL) [EP, Download][22]
- 2012: Love Will Find You (Live at Fearless Music, NYC) (Samplerbeitrag auf Fearless Music, Vol. 13 & 14)[23]

## Video-Clips
- 2005:  Why Bother At All? (Regie: Uwe Flade)
- 2005:  Isabelle (Regie: Travis Kopach)